# Підводні човни типу «Аркімеде»
Підводні човни типу «Аркімеде» (італ. Classe Archimede) — клас військових кораблів з 4 підводних човнів, випущених італійською суднобудівельною компанією Cantieri navali Tosi di Taranto в місті Таранто у 1931—1934 роках. Субмарини цього типу входили до складу Королівського військово-морського флоту Італії та брали активну участь у боях Другої світової війни. Два підводні човни цього типу були потай передані італійським фашистським урядом іспанським франкістам під час Громадянської війни та використовувалися націоналістами в ході боїв на морі проти республіканців.

## Підводні човни типу «Аркімеде»
Позначення
| № | Корабель                                     | Виготовлювач                             | На честь                              | Закладено      | Спущено         | У строю        | Статус |
| - | -------------------------------------------- | ---------------------------------------- | ------------------------------------- | -------------- | --------------- | -------------- | --- |
| 1 | «Аркімеде»/«Генерал Мола»                    | Cantieri navali Tosi di Taranto, Таранто | Архімед/Еміліо Мола                   | 1 жовтня 1931  | 10 грудня 1933  | 1 серпня 1934  | у квітні 1937 року переданий ВМС Франкістської Іспанії, як «Генерал Мола». 24 травня 1959 року списаний, у грудні 1959 року затонув у шторм                                                                            |
| 2 | «Галілео Ферраріс»                           | Cantieri navali Tosi di Taranto, Таранто | Галілео Ферраріс                      | 15 жовтня 1931 | 11 серпня 1934  | 31 серпня 1935 | 25 жовтня 1941 року пошкоджений глибинними бомбами британського літаючого човна PBY «Каталіна» та добитий британським ескортним міноносцем «Ламертон»                                                                  |
| 3 | «Галілео Галілей»                            | Cantieri navali Tosi di Taranto, Таранто | Галілео Галілей                       | 15 жовтня 1931 | 19 березня 1934 | 16 жовтня 1934 | 19 червня 1940 року захоплений британським протичовновим тральщиком «Мунстоун» та відбуксований есмінцем «Кандагар» до Адена. Прийнятий на службу до британського флоту як HMS X2. 1 січня 1946 року списаний на брухт |
| 4 | «Еванджеліста Торрічеллі»/«Генерал Санхурхо» | Cantieri navali Tosi di Taranto, Таранто | Еванджеліста Торрічеллі/Хосе Санхурхо | 15 жовтня 1931 | 11 серпня 1934  | 10 грудня 1934 | у квітні 1937 року переданий ВМС Франкістської Іспанії, як «Генерал Санхурхо». 28 вересня 1959 року списаний на брухт                                                                                                  |